# 蒙特哥貝

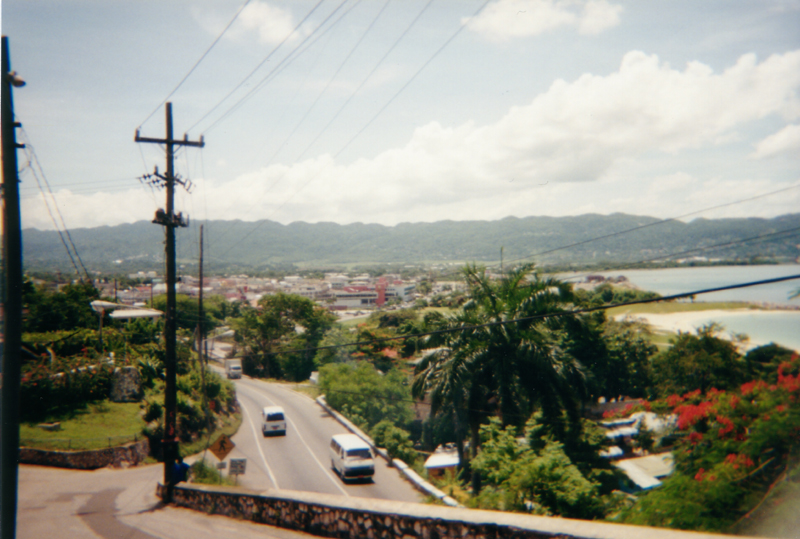

蒙特哥貝（Montego Bay），是牙買加的城鎮，也是聖詹姆斯區的首府，位於該國西北部，地理上属于康沃爾郡，2001年人口96,488，是該國人口第三大城市。

## 外部連結
- Aerial view（页面存档备份，存于）
- Panoramio - Photos of the World